# Campionati mondiali di short track 2004
La XXIV edizione dei Campionati mondiali di short track (World Short Track Speed Skating Championships), ufficialmente organizzati con tale denominazione dalla International Skating Union (Federazione internazionale di pattinaggio su ghiaccio), si è tenuta dal 17 al 19 marzo del 2004 a Göteborg in Svezia.

## Partecipanti per nazione
La lista dei partecipanti era composta da 138 atleti da 33 distinte nazioni, di cui 60 donne e 78 uomini.
| Israele (2/1) Italia (5/5) Giappone (5/5) Canada (5/5) Kazakistan (0/2) Croazia (0/1) Lettonia (2/1) Nuova Zelanda (0/2) | Paesi Bassi (2/2) Norvegia (0/1) Polonia (0/2) Austria (1/0) Romania (0/1) Russia (5/5) Svezia (0/1) Svizzera (0/2) | Serbia e Montenegro (1/1) Slovacchia (0/2) Slovenia (1/0) Corea del Sud (5/5) Rep. Ceca (1/1) Ucraina (1/2) Ungheria (2/2) Stati Uniti (5/5) | Bielorussia (1/2) |

## Podi
*

### Donne
| Evento               | Oro                                                              | Tempo    | Argento                                               | Tempo    | Bronzo                                                   | Tempo    |
| Classifica Generale* | Choi Eun-kyung Corea del Sud                                     | 84 punti | Wang Meng Cina                                        | 60 punti | Byun Chun-sa Corea del Sud                               | 55 punti |
| 500 m                | Wang Meng Cina                                                   | 45.332   | Marta Capurso Italia                                  | 45.482   | Choi Eun-kyung Corea del Sud                             | 45.516   |
| 1000 m               | Choi Eun-kyung Corea del Sud                                     | 1:34.724 | Byun Chun-sa Corea del Sud                            | 1:34.806 | Fu Tian Yu Cina                                          | 1:35.033 |
| 1500 m               | Choi Eun-kyung Corea del Sud                                     | 2:28.048 | Wang Meng Cina                                        | 2:28.299 | Alanna Kraus Canada                                      | 2:29.573 |
| 3000 m               | Byun Chun-sa Corea del Sud                                       | 5:58.035 | Fu Tian Yu Cina                                       | 5:58.344 | Marta Capurso Italia                                     | 5:58.448 |
| Staffetta 3000 m     | Corea del Sud Ko Gi-hyun Kim Min-jee Choi Eun-kyung Byun Chun-sa | 4:20.985 | Cina Cheng Xiao Lei Fu Tian Yu Liu Xiaoying Wang Meng | 4:21.112 | Italia Mara Zini Katia Zini Catia Borrello Marta Capurso | SQ       |

### Uomini
| Evento               | Oro                                                              | Tempo     | Argento                                  | Tempo    | Bronzo                                                               | Tempo    |
| Classifica Generale* | Ahn Hyun-soo Corea del Sud                                       | 102 punti | Song Suk-woo Corea del Sud               | 68 punti | Li Jiajun Cina                                                       | 29 punti |
| 500 m                | Song Suk-woo Corea del Sud                                       | 42.599    | Li Haonan Cina                           | 42.667   | Li Ye Cina                                                           | 43.420   |
| 1000 m               | Ahn Hyun-soo Corea del Sud                                       | 1:26.813  | Li Jiajun Cina                           | 1:27.162 | Fabio Carta Italia                                                   | 1:28.002 |
| 1500 m               | Ahn Hyun-soo Corea del Sud                                       | 2:16.376  | Jonathan Guilmette Canada                | 2:16.418 | Song Suk-woo Corea del Sud                                           | 2:16.657 |
| 3000 m               | Ahn Hyun-soo Corea del Sud                                       | 5:03.670  | Song Suk-woo Corea del Sud               | 5:09.807 | Li Ye Cina                                                           | 5:10.089 |
| Staffetta 5000 m     | Corea del Sud Ahn Hyun-soo Song Suk-woo Cho Nam-kyu Kim Hyun-kon | 6:48.133  | Cina Sui Baoku Li Jiajun Li Haonan Li Ye | 6:49.232 | Italia Roberto Serra Nicola Franceschina Nicola Rodigari Fabio Carta | 6:49.563 |

## Medagliere
| Pos.   | Paese         | Oro | Argento | Bronzo | Totale |
| ------ | ------------- | --- | ------- | ------ | ------ |
| 1      | Corea del Sud | 11  | 3       | 3      | 17     |
| 2      | Cina          | 1   | 7       | 4      | 12     |
| 3      | Italia        | 0   | 1       | 3      | 4      |
| 4      | Canada        | 0   | 1       | 1      | 2      |
| Totale | Totale        | 12  | 12      | 11     | 35     |